# Проценко, Денис Николаевич
Дени́с Никола́евич Проце́нко (род. 18 сентября 1975, Ашхабад) — российский врач анестезиолог-реаниматолог. Главный врач ГБУЗ «Городская клиническая больница № 40» (больницы в Коммунарке), доктор медицинских наук (2022). Герой Труда Российской Федерации (2020; самый молодой обладатель этого звания). Лауреат Премии Правительства Российской Федерации в области образования (2022).
Член Высшего совета партии «Единая Россия». Один из лидеров федеральной части списка «Единой России» на парламентских выборах 2021 года.
По оценке газеты «Коммерсантъ», Проценко является «символом борьбы с эпидемией коронавируса в России».

## Биография
Д. Н. Проценко родился в 1975 году в Ашхабаде (Туркменская ССР) в семье врачей. Обучался в Туркменском государственном медицинском институте (ТГМИ).
В 1999 году окончил Московскую медицинскую академию (ныне Первый МГМУ) им. И. М. Сеченова по специальности «лечебное дело». В 2000 году там же окончил интернатуру по специальности «анестезиология и реаниматология». В том же году начал работать в ГКБ № 7, сначала врачом-анестезиологом-реаниматологом, а с 2008 года — заместителем главного врача по медицинской части по анестезиологии и реаниматологии.
В 2003 году защитил кандидатскую диссертацию на тему «Нозокомиальная пневмония у больных в острый период тяжёлой травмы», в 2022 — докторскую на тему «Тактика респираторной поддержки у пациентов в критическом состоянии».
С 2003 по 2007 год — ассистент кафедры анестезиологии и реаниматологии ФДПО РНИМУ им. Н. И. Пирогова, с 2007 по 2019 — доцент, с 2019 года — заведующий кафедрой.
С 2014 по 2016 год работал заместителем главного врача по анестезиологии и реанимации ГКБ № 1 им. Н. И. Пирогова. С 2016 по 2019 год возглавлял ГКБ им. С. С. Юдина ДЗМ. В 2015 и 2017 годах был врачом политика Владимира Кара-Мурзы, когда он лечился от отравлений.
С 2019 года — главный врач ГКБ № 40 ДЗМ.
Проценко является вице-президентом Российской ассоциации специалистов по хирургическим инфекциям (РАСХИ), членом президиума и ответственным редактором инициативной группы по подготовке клинических рекомендаций по интенсивной терапии тяжёлой внебольничной пневмонии комиссии Федерации анестезиологов и реаниматологов Российской Федерации, а также членом Европейского общества интенсивной терапии (ESICM).

### В должности главврача больницы № 40 в Коммунарке

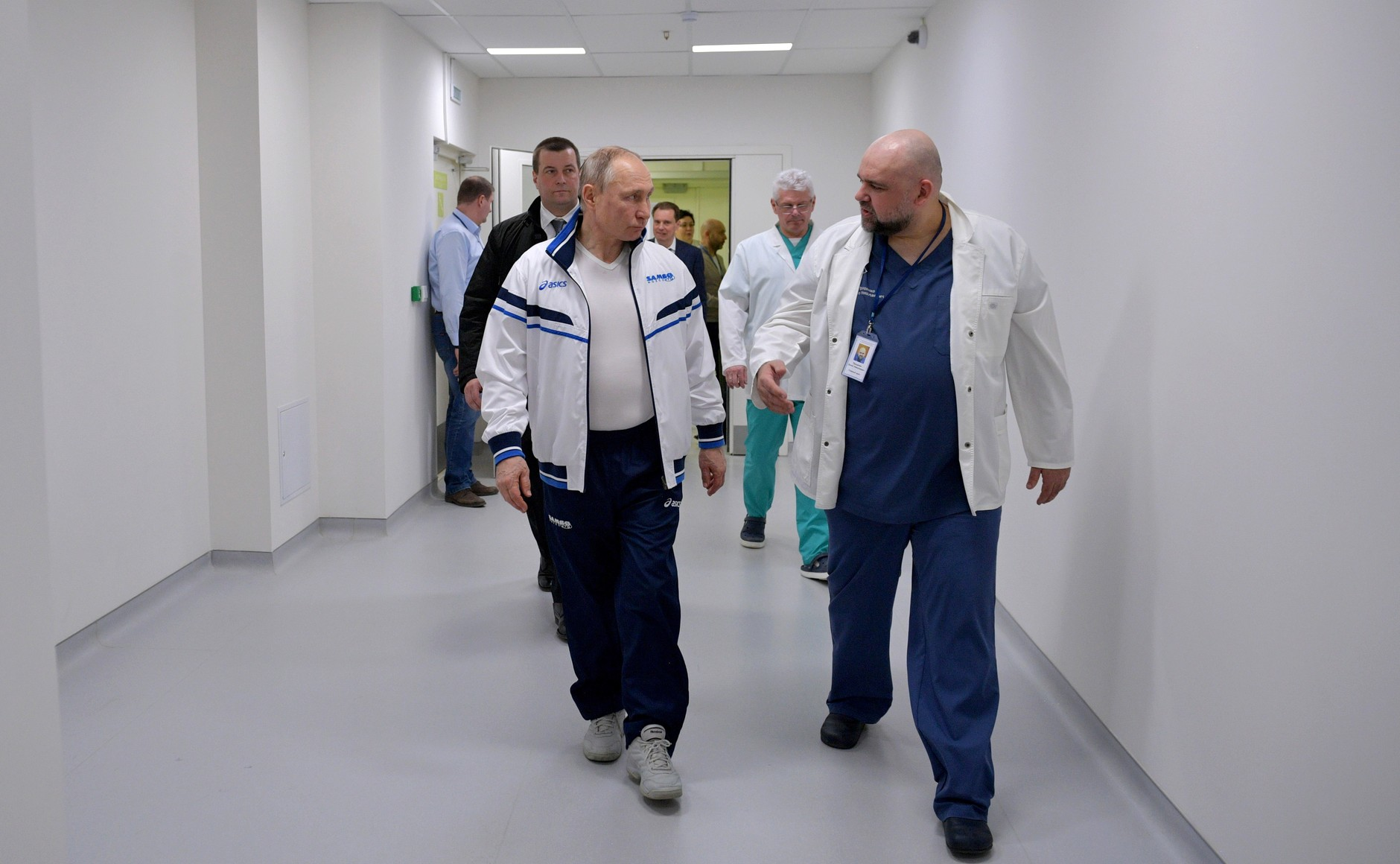
С президентом РФ Владимиром Путиным, 24 марта 2020

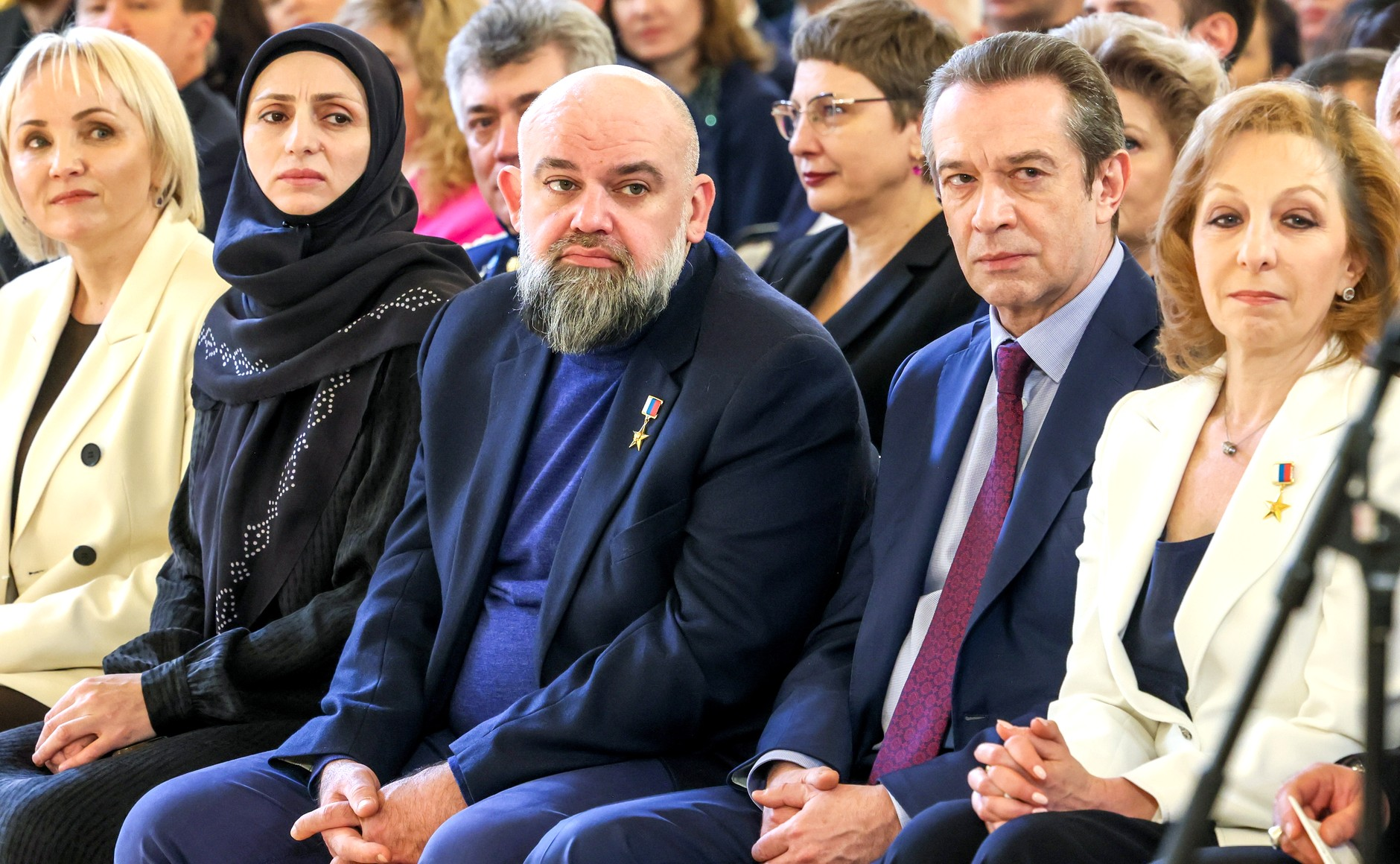
На встрече доверенных лиц с Владимиром Путиным по окончании выборов, 20 марта 2024

Больница в Коммунарке (филиал ГКБ № 40) была открыта в конце 2019 года. В начале марта 2020 года правительство Москвы выделило больницу для пациентов с подозрением на COVID-19.
19 марта в интервью Би-би-си Проценко высказался за введение карантина в Москве.
24 марта больницу посетил президент России Владимир Путин, который вместе с Проценко осмотрел корпус, назвав работу главврача «примером хорошей работы».
31 марта 2020 года появилась информация, что у Проценко диагностирована коронавирусная инфекция COVID-19, он самоизолировался в кабинете главврача клиники и продолжил участвовать в работе с больными и общаться с внешним миром посредством телекоммуникаций. 15 апреля он сообщил, что два его анализа на коронавирус показали отрицательные результаты, и он вернулся к полноценной работе.
В 2024 году принял участие в съёмках документального фильма «Роман Костомаров: Рождённый дважды».

### Общественная и политическая деятельность
На выборах мэра Москвы в 2018 году — доверенное лицо Сергея Собянина.
В августе 2021 года официально объявил о решении пойти в политику, его слова процитированы на сайте «Единой России». Вошёл в пятерку лидеров федеральной части списка «Единой России» на думских выборах 2021 года. После выборов 29 сентября отказался от мандата депутата Госдумы VIII созыва.
В 2024 году — доверенное лицо кандидата в президенты России Владимира Путина.

## Область научных интересов
- Интенсивная терапия больных с тяжёлой травмой
- Интенсивная терапия респираторных осложнений у больных в критических состояниях
- Интенсивная терапия у больных с нозокомиальной инфекцией и сепсисом.

Автор 144 печатных работ. Соавтор национального руководства «Интенсивная терапия», национальных методических рекомендаций «Нозокомиальная пневмония у взрослых», «Сепсис в XXI веке», «Абдоминальная хирургическая инфекция», «Диагностика и лечение микозов в отделениях реанимации и интенсивной терапии», «Стратегия и тактика применения антимикробных средств в лечебных учреждениях России», «Методические рекомендации по интенсивной терапии больных тяжёлой высокопатогенной вирусной инфекцией» и ряда других.

## Награды
- Герой Труда Российской Федерации (21 июня 2020 года) — за особые трудовые заслуги, самоотверженность и высокий профессионализм, проявленные в борьбе с коронавирусной инфекцией (COVID-19)[1]
- Премия Правительства Российской Федерации в области образования (20 сентября 2022 года) — за первое национальное руководство по симуляционному обучению «Симуляционное обучение. Руководство»[2].
- Премия города Москвы в области медицины (9 августа 2007 года) — за разработку и внедрение в практическое здравоохранение комплексной интенсивной терапии тяжёлого сепсиса и септического шока[27]
- Премия города Москвы в области медицины (2023 год) - Организация первых высокопотоковых эндоскопических центров диагностики и лечения предопухолевых состояний и ранних форм рака желудка и толстой кишки